# Sylvilagus dicei
Espèce
Statut de conservation UICN

 VU B1ab(iii) : Vulnérable
Sylvilagus dicei est une espèce de lapin de la famille des Leporidae. Elle est présente au Costa Rica et au Panama.